# Trichomanes cocos
Trichomanes cocos là một loài dương xỉ trong họ Hymenophyllaceae. Loài này được Christ mô tả khoa học đầu tiên năm 1904.